# Fan S. Noli
Theofan Stilian Noli, también conocido como Fan Noli (nació el 6 de enero de 1882, Ibriktepe, Tracia Oriental, Imperio otomano – 13 de marzo de 1965, Fort Lauderdale, Florida, EE. UU.), fue escritor albanés-estadounidense, académico, traductor, diplomático, político, orador y fundador de la Iglesia Ortodoxa Albanesa. Sirvió como primer ministro y regente de Albania en el año 1924.
Fan Noli es venerado en Albania como campeón de la literatura, historia, teología, diplomacia, periodismo, música y unidad nacional. Desempeñó un papel importante en la consolidación de la lengua albanesa  demótica como el idioma nacional de Albania por medio de traducciones numerosas de obras maestras de la literatura mundial. Sus contribuciones a la literatura del idioma inglés son igualmente múltiples: como académico y autor de una serie de publicaciones sobre Skanderbeg, Shakespeare, Beethoven, de textos religiosos y traducciones literarias. De la literatura hispana tradujo las obras de Cervantes, Ibáñez etc.
Recibió su educación en la Universidad Harvard y fue ordenado sacerdote en 1908, estableciendo con aquello la Iglesia Albanesa e iniciando el uso eclesiástico del idioma albanés. Después de la Primera Guerra Mundial, Noli dirigió las actividades diplomáticas para conservar la integridad territorial de Albania y logró a recibir el apoyo del presidente estadounidense Woodrow Wilson. A continuación, siguió su carrera de diplomático y político en Albania; fue el activista principal en la solicitud del estado albanés para su afiliación con la Sociedad de Naciones.
Una figura respetada que se dedicó a criticar la corrupción y la injusticia en el gobierno albanés, Fan Noli fue solicitado para dirigir el gobierno revolucionario del junio de 1924. Dirvió como primer ministro y cumplió la función de regente durante su gobierno; cayó al frente de la contrarrevolución a manos de Ahmet Zogu. Se retiró al exilio en Europa Central y se radicó permanentemente en los Estados Unidos en los años 1930, recibiendo su pasaporte estadounidense y terminando así su actividad política. Pasó el resto de su vida como académico, líder religioso y escritor.

## Origen y juventud
Nacido en la comunidad albanesa de Ibriktepe en Tracia Oriental, Imperio otomano, Noli pasó su juventud en Atenas, Grecia y Alejandría, Egipto, trabajando como un actor y traductor. Sabía trece idiomas extranjeros. Por medio de sus contactos con los expatriados albaneses, llegó a ser un miembro importante del movimiento nacionalista.
Se mudó a Boston, Massachusetts en 1906 e intentó movilizar a la comunidad de los inmigrantes albaneses. En ese tiempo, la mayoría de los albaneses cristianos fueron parte de la Iglesia Ortodoxa Griega que objetaba ardientemente a la causa nacionalista albanesa. Cuando un pastor griego rechazó a presidir sobre la ceremonia funeraria de un nacional albanés, Noli en colaboración con las sociedades albanesas de Nueva Inglaterra fundó la Iglesia Ortodoxa Albanesa. El primer clérigo de la nueva iglesia, Noli se ordenó sacerdote en 1908 por un obispo ruso en los Estados Unidos. En 1923, Noli se consagró obispo de la Iglesia de Albania.
En 1908, Noli empezó sus estudios en Harvard y se graduó en 1912. Durante ese periodo, Noli logró establecer algunas organizaciones y sociedades de los inmigrantes albaneses, lo más grande e importante era la Federación Pan-Albanés Vatra que sirvió asimismo como un gobierno en exilio para Albania. Noli administró la publicación de periódicos, los más conocidos Kombi (La Nación) y su sucesor Dielli (El Sol). También, lo tradujo al albanés y publicó obras maestras de Shakespeare y colosos de la literatura mundial.

## Actividades políticas y diplomáticas
Tras su graduación de Harvard, Noli regresó a Europa para promover la independencia de Albania e hizo su primera visita al país en 1913. Volvió a los Estados Unidos durante la Primera Guerra Mundial, donde cargó con el oficio de presidente de la Federación Vatra. Sus empeños diplomáticos en los Estados Unidos y Ginebra ganaron el soporte del presidente estadounidense Woodrow Wilson para una Albania independiente; en 1920 él logró la admisión de Albania en la Sociedad de Naciones. Aunque Albania había proclamado su independencia en 1912, ser miembro de la Sociedad de Naciones surtió el reconocimiento internacional del país que antes no había sido posible.
En 1921, Noli se eligió al parlamento albanés como representante de la Federación Vatra y el bloc liberal del los políticos albaneses. El mismo año, lo nombraron ministro de exterior en el gobierno de Xhafer Ypi, pero no deseó servir debido a conflictos políticos entonces decidió enforcarse en sus obligaciones del obispo de la nueva Iglesia Ortodoxa de Albania en 1923.
Los años 1923 y 1924 marcaron un periodo de inestabilidad política en Albania y de la confrontación entre los liberales y los conservadores dirigidos por el primer ministro Ahmet Zogu. Tras un intento de asesinato contra Zogu, los conservadores se vengaron asesinando a Avni Rustemi, un político popular de la izquierda. El discurso de Noli en el funeral de Rustemi fue tan poderoso que los aficionados liberales se rebelaron contra Zogu y lo forzaron a partir a Yugoslavia, en marzo de 1924. Zogu se sucedió por su suegro, Shefqet Verlaci, que pronto renunció a su posición al más moderado Ilias Vrioni, con esperanza para terminar la rebelión pero sin éxito.
Con el triunfo de la revolución popular el 10 de junio de 1924, Fan S. Noli se designó para formar el nuevo gobierno de Albania el 17 de junio. Su programa no se realizó y su gobierno no recibió reconocimiento internacional. Además, Noli inició relaciones con la Unión Soviética, causando desconfianza entre los países europeos. Sus promesas de reforma agraria no se pudieron implementar debido a la oposición interna de varios grupos políticos y la clase alta. Su gobierno cayó en la Navidad de 1924 y Ahmet Zogu entró a la capital Tirana.

## Exilio y actividades académicas
Fan Noli dejó Albania y comenzó en Europa Central su oposición al régimen autoritario de Zogu, pero sin gran éxito. Miembros cruciales de su gobierno fueron asesinados, mientras que el resto fue dividido entre la izquierda y la derecha. Con la emergencia del régimen nazi en Alemania, Fan Noli se acordó de terminar su actividad política para un hogar seguro en los Estados Unidos. Allí, se dedicó solamente a sus estudios, traducciones y su función eclesiástica. También, recibió nacionalidad estadounidense.
Durante la Segunda Guerra Mundial, Noli se involucró a favor de Albania a pesar de su promesa a las autoridades estadounidenses. Reconoció Rey Ahmet Zogu como representante legítimo de Albania en exilio y después se empeñó a mantener relaciones diplomáticas entre Washington y el régimen comunista de Albania.
Fan Noli continuó su educación y recibió su doctorado de la Universidad de Boston con la tesis sobre el héroe albanés Skanderbeg. Luego, doctoró del Conservatorio de Nueva Inglaterra con su biografía maravillosa del compositor alemán Ludwig van Beethoven. Mientras, dio la luz a una grande serie de composiciones originales, traducciones literarias y religiosas al inglés y albanés. Participó en un programa de BBC para el 400 cumpleaños de Shakespeare y cuantiosos eventos académicos sobre la literatura.
Durante sus años en los Estados Unidos, que constituyeron la mayor parte de su vida, Noli residió en Boston y después en Fort Lauderdale, Florida, donde la Federación Vatra lo había regalado una casa en honor de su servicio a la federación y la nación. Murió en esta casa en 1965.
Su actividad política provocó diez años de investigación por el gobierno estadounidense, pero sin consecuencias legales. También, sus críticos lo han incorrectamente descrito como un político comunista y un «sacerdote rojo». Los estudios recientes mantienen que Noli creyó en la democracia social y por eso inicialmente soportó el gobierno comunista de Albania como el gobierno del pueblo, pero luego lo criticó para la ausencia de los derechos humanos y no aceptó a regresarse a su país. Además, su servicio de eclesiástico y su pensamiento sobre la fe y los héroes de su vida —Jesús Cristo y Skanderbeg— corresponde con una visión socialdemócrata.

## Obras importantes
Obras originales:
- Historia de Skanderbeg (tres ediciones, albanés e inglés, disertación de su doctorado)
- Beethoven y la Revolución Francesa (disertación de su doctorado)
- Autobiografía (autobiografía y historia del movimiento nacional y de la iglesia albanesa)
- Album I (colección de poesía original)
- Izraelitë dhe filistinë (Israelitas y Filisteas, drama)

Obras traducidas:
- Album II (colección de poesía traducida)
- William Shakespeare: Macbeth, Julio César, Hamlet, Otelo, etc.
- Miguel de Cervantes: Don Quijote de la Mancha
- Henrik Ibsen A Doll’s House etc.

Periódicos:
- Kombi (La Nación), Boston, MA
- Dielli (El Sol), Boston, MA
- Adriatic Review (La Revista del Adriático, inglés), EE. UU.
- Liria Kombëtare (La Libertad Nacional), Suiza